# Smallanthus oaxacanus
Smallanthus oaxacanus là một loài thực vật có hoa trong họ Cúc. Loài này được (Sch.Bip. ex Klatt) H.Rob. miêu tả khoa học đầu tiên năm 1978.